# Мистер Фриз
Ми́стер Фриз (англ. Mr. Freeze), настоящее имя — Ви́ктор Фрис (Victor Fries) — суперзлодей, принадлежащий ко вселенной DC Comics, обычно выступает как враг супергероя Бэтмена.

## История создания
Первоначально злодей именовался Мистером Зиро и был одним из многочисленных одноразовых сумасшедших противников Бэтмена. Позже он появился в сериале «Бэтмен» 1960-х годов: персонажу дали прозвище «Мистер Фриз», под которым он запомнился фанатам. Но потом он был забыт на 30 лет.
Но в 1990-х персонаж вернулся и снова был изменён — в популярном мультсериале «Бэтмен» в эпизоде «Heart of Ice», написанном Полом Дини, Фриз превратился в трагического антигероя, который совершает преступления только ради того, чтобы вылечить смертельно больную жену. Этот эпизод считается новаторским для мультфильма, показываемого в субботу утром, и он помог задать тон для других психологически и морально сложных эпизодов, кроме того, он был награждён премией «Эмми». Эта предыстория была включена в качестве канона и в основной вселенной комиксов и, кроме того, использовалась и во всех других воплощениях персонажа. Любовь и преданность вместо сумасшествия и жадности в качестве мотивов действий заставляет многих фанатов считать Фриза злодеем, вызывающим симпатию, а некоторых и вовсе считать антигероем и вынужденным противником Тёмного рыцаря.
Элементы этой предыстории были включены в фильм «Бэтмен и Робин», в котором Фриз был изображён Арнольдом Шварценеггером.

## Биография

### Серебряный век
В реальности, существовавшей до событий Кризиса на Бесконечных землях, Мистер Фриз являлся учёным, отвергнутым научным обществом за свои эксперименты, в частности, после одного из которых Фриз подвергся воздействию криогенной жидкости, которая навсегда снизила температуру его тела до отрицательной. С помощью своей пушки, способной замораживать предметы морозильным лучом, безумный учёный совершал ограбления: например, крал алмазы, служившие топливом для пушки.

### Современный век
Будучи ребёнком, Виктор Фрис был очарован замораживанием животных. Его родители, в ужасе от такого «хобби», отправили сына в строгую школу-интернат. В интернате Виктор был несчастен, чувствуя себя оторванным от человечества. Уже в колледже он познакомился с женщиной по имени Нора, в которую он влюбляется и на которой в конечном счёте женится.
Примерно через год после того, как Брюс Уэйн становится мстителем в маске, Нору поражает редкая болезнь. Чтобы остановить развитие заболевания до того, как найдут лекарство, Фриз решает подвергнуть её процедуре криогенной заморозки, над которой он экспериментировал. Но из-за вмешательства его начальника, Ферриса Бойла, которого раздражала самовольность Фриза, в лаборатории произошёл несчастный случай: Феррис случайно выстрелил в резервуар с криохимикатами, которые быстро заполнили всё помещение. Ему удалось спастись, но Фриз остался в закрытой на карантин лаборатории. Криохимикаты изменили его физиологию: с того момента он мог выжить лишь при температуре ниже нуля. Боль об утрате жены и жажда мести довели Фриза до отчаяния, и он начал преследовать тех, кто был виновен в его бедах.
Он конструирует замораживающую пушку и костюм, который поддерживает необходимый ему холод, и берёт себе имя Фриз (англ. Freeze — «замораживать») — таким образом, он становится первым суперпротивником Бэтмена, до этого сражавшегося лишь с обычными бандитами.
Фриз предпочитает работать в одиночку и не вступать в союзы с другими преступниками Готема. В редких случаях, когда необходима помощь криминальных боссов, Фриз готов вступить в альянс с Пингвином или Чёрной Маской. Во время своего пребывания в рядах Общества суперзлодеев Фриз строит криогенную машину для Ниссы аль-Гул в обмен на право использовать одну из ям Лазаря. Он пытается оживить свою жену, но торопится и опускает её в бассейн раньше положенного времени, вследствие чего Нора после воскрешения сходит с ума, получает сверхспособности, называет себя Лазарой и сбегает, обвинив мужа в своём положении.

## Силы и способности
Как и большинство противников Бэтмена, Фриз использует в своих преступлениях определённую тему, для мистера Фриза это холод и лёд.
Для заморозки Фриз использует различное оборудование и оружие, прежде всего переносную замораживающую пушку. Его костюм не только поддерживает необходимые для жизни условия, но и даёт Фризу сверхчеловеческую силу и прочность. Не считается окончательным злодеем, так как его преступления направлены на достижение благой цели.
После сюжетной линии Underworld Unleashed, в которой демон Нерон исполнял желания суперзлодеев в обмен на их души, Фриз больше не нуждается в замораживающей пушке и костюме — он получил способность создавать лёд голыми руками и выдерживать положительные температуры. Тем не менее, после встречи с Донной Трой, Зелёным Фонарём и Паргатори в Центральном парке он вернулся к своей криогенной физиологии. Позже он получил новую, более мощную броню и оружие.

## Вне комиксов

### Телевидение
- В сериале «Бэтмен» 1960-х годов персонаж появился в трёх двухсерийных историях: в первой его сыграл Джордж Сандерс, во второй — Отто Премингер, в третьей — Илай Уоллак[2][3][4]. Сандерс и Уоллак использовали во время исполнения роли немецкий акцент, а Премингер — свой родной, австрийский. В сериале продолжает использоваться версия сумасшедшего учёного из комиксов[1], а свою мутацию он получил в результате несчастного случая при аресте.
- Нейтан Дэрроу сыграл Мистера Фриза в сериале «Готем»[7][8]. Здесь его фамилия произносится как «Фрайс» (/fraɪs/). Как и в комиксах, будущий Мистер Фриз пытался разработать замораживающее вещество, чтобы на время заморозить свою больную жену Нору, пока он не найдёт лекарство от её недуга. Однако, чтобы убедиться в безопасности заморозки, Виктор стал похищать людей, замораживая их разными экспериментальными вариантами своего хладагента. Поначалу его задумка терпела неудачи, поскольку после размораживания все подопытные растекались в жидкость. Но вдруг один из несчастных, которого оставили согреваться в морге полиции Готема, неожиданно ожил. Поняв, что верная формула найдена, хотевший сдаться полиции Виктор, уже получивший от прессы прозвище «Мистер Фриз», надел специальный скафандр и отправился спасать жену, заморозив её. Однако Нора, увидев, на что ради неё пошёл муж, обманула его и подменила патрон с хладагентом, который находился в пушке, на несовершенную версию формулы, в результате чего сразу после заморозки и погибла. Виктор не смог перенести утрату жены и, желая покончить с собой, вставил шланг с хладагентом прямо в костюм, в результате чего и обрёл ту ледяную мутацию из комиксов. Он был похищен Хьюго Стрейнджем и объявлен мёртвым, так как у Стрейнджа на Фриза были свои планы. В дальнейшем Мистер Фриз фигурировал как подручный сначала Фиш Муни, а затем и Освальда Кобблпота.

### Мультипликация
В мультсериале «Бэтмен» 2004 года Мистер Фриз является постоянным врагом Бэтмена. В этой версии он был не учёным, а грабителем, который однажды ограбил банк с бриллиантами, чем и привлёк внимание Бэтмена. Виктор разбивается на машине и при попытке к бегству попадает в криолабораторию, где случайно падает в одну из капсул. Бэтмен посчитал его погибшим, но со временем тело Фриза мутировало и он стал буквально излучать лёд. Он заставил учёных сделать ему костюм, помогающий управлять его способностями.
В анимационном фильме «Безграничный Бэтмен: Роботы против мутантов» Мистер Фриз решает заморозить весь Готем.
Является одним из злодеев в мультфильме «Лего Фильм: Бэтмен» (2017). Роль озвучил Дэвид Берроуз.

### Фильмы
В фильме «Бэтмен и Робин» роль Мистера Фриза исполнил Арнольд Шварценеггер
Его биография в фильме соответствует комиксам: Виктор Фрис в прошлом был учёным, лауреатом Нобелевской премии, олимпийским чемпионом, который пытается вылечить свою жену от болезни под названием «Синдром Макгрегора». Его температура тела опустилась ниже нуля, когда он случайно упал в криогенный раствор в лаборатории. Ему приходится идти на преступления ради своей жены, так как на поиски лечения нужны крупные суммы. Для поддержания жизни в себе он занимается кражей алмазов и бриллиантов, которыми заряжает свой костюм. Встреча с Ядовитым Плющом, которая с его помощью хотела заполонить Готем ядовитыми растениями, кардинальным образом изменила его действия. Памеле удалось обмануть Фриза и убедить его в том, что его жена мертва по вине Бэтмена (хотя в действительности она сама повредила систему жизнеобеспечения Норы). Из-за этого он решает заморозить весь Готем-Сити, но Бэтмену удаётся его одолеть. Он доказывает Фризу, что Плющ солгала, а Нору на самом деле удалось спасти. Брюс обещает Фризу профинансировать его дальнейшие исследования синдрома Макгрегора, за что Фриз в благодарность дарит ему две ампулы с лекарством для первой стадии, чтобы они могли вылечить Альфреда. В конце Фриз становится сокамерником Плюща в лечебнице Аркхем и обещает ей ад во время её заключения.

### Компьютерные игры
В Batman: Vengeance Мистер Фриз похищает доктора Айзека Эверса и улетает с ним на вертолёте. Бэтмен спасает Айзека, но Фриз сбегает и уничтожает вертолёт. Фриз находит Бэтмена и требует сообщить ему местонахождение доктора Айзека. Вскоре он оказывается побеждён Бэтменом и отправляется в лечебницу Аркем.
В Batman: Toxic Chill Мистер Фриз, объединившись с Загадочником, собирается заморозить Готем. Бэтмену с Робином удаётся им помешать. В конце игры Фриз становится сокамерником Загадочника в Аркеме.
В игре Lego Batman: The Videogame появляется как один из боссов: его убежище находится на фабрике мороженого, а сам он — подручный Загадочника.
В игре Lego Batman 2: DC Super Heroes появляется в камео на четвёртом уровне «Asylum Assignment», где его можно увидеть бегающим взад-вперёд по замороженной клетке, планомерно бьющего кулаками по стеклу. В режиме свободной игры в Готеме игрок может его убить, отправив к нему бомбы Пингвина и атаковав. Также появляется в босс-драке в обсерватории, после победы над ним становится доступным как игровой персонаж. Его коронная фраза: «Это только мне кажется, или здесь очень холодно?».
В игре Lego Batman 3: Beyond Gotham появляется как один из боссов в игровой кампании. Чтобы добраться до Брейниака, в Сторожевой башне игрок должен помочь победить его Пластичному человеку. Для этого он в роли Бэтмена в сенсорном костюме должен атаковать Мистера Фриза, подкравшись к нему в режиме невидимости. Позднее Мистер Фриз объявляется на планете Квард, чтобы дать игроку побочное задание: отыскать топливный элемент для его холодильника, поскольку прежний был повреждён из-за того, что Убийца Мотылёк открыл дверь и не закрыл. После выполнения этого квеста Мистер Фриз становится доступен для открытия как игровой персонаж. Также можно приобрести DLC с версией Мистера Фриза из мультсериала «Бэтмен будущего».
В игре Lego DC Super-Villains Мистер Фриз также появляется.
В Batman: Arkham Asylum Мистер Фриз упоминается в соответствующем досье. Кроме того, вся его камера в клинике Аркем покрыта льдом.
В Batman: Arkham City Мистер Фриз оказывается похищенным Пингвином. Бэтмен спасает его, так как только он способен изготовить лекарство, чтобы вылечить от смертельной болезни Джокера. После изготовления лекарства он отказывается его отдавать, требуя от Бэтмена спасти свою жену, спрятанную Джокером. Нору Фрис можно найти в промышленном районе.
Дополнение к игре Batman: Arkham Origins под названием Cold, Cold Heart вышло 22 апреля 2014-го. Бэтмен должен остановить Фриза, который замораживает город.
В игре Batman: Arkham Knight Фриз появляется в загружаемом дополнении «Времена бесчестья» в миссии «Холодное пробуждение». В нём Фриз предстал нейтральным персонажем, просящим Бэтмена вернуть его жену, Нору. Её криокамера похищена силами Рыцаря Аркема. В конце выясняется, что Нору необходимо разморозить. После этого она с Фризом уплывает из Готем-Сити.
В игре 2022 года Gotham Knights Мистер Фриз заявлен одним из злодеев.

## Прочее
В игре The Adventures of Batman and Robin, сделанной по мотивам одноимённого мультсериала, Мистер Фриз с помощью ледяной пушки собирается заморозить город Готем. Он помогает другим злодеям — Джокеру, Двуликому и Безумному шляпнику — сбежать из Аркемской лечебницы. В конце, как и остальные, оказывается побеждён Бэтменом и Робином. В Аркеме Фриз сидит и постоянно смотрит на кристалл с миниатюрой Готема.

## Критика
- Мистер Фриз № 67 в списке «100 величайших злодеев из комиксов» по версии IGN[11]